# عزيزتي كارولين (فلم 1951)
عزيزتي كارولين (بالفرنسية: Caroline Chérie) هو فيلم أبيض وأسود كوميدي تاريخي فرنسي من إنتاج عام 1951، من إخراج ريتشارد بوتييه وبطولة مارتين كارول وجاك دكمين وماري ديا. وهو مقتبس من رواية جاك لوران التاريخية "أحب كارولين عزيزتي: رواية". تم تجديده باسم عزيزتي كارولين في عام 1968.
تم تصوير الفيلم في استوديوهات بيلانكور في باريس من قبل المخرج الفني جاك كراوس تبعه تكملة لكابريس دي كارولين شيري (1953) وكارولين والمتمردين (1955). بينما أعادت كارول تمثيل دورها في الفيلم الأول ، لعبت دور البطولة في الفيلم الثاني بريجيت باردو وهي تلعب شخصية مختلفة.

## ملخص الفيلم
خلال عيد ميلادها في فرنسا يوليو 1782، تلتقي المارشية الشابة الجميلة كارولين بالجندي الجذاب غاستون. إنه حب من النظرة الأولى ، لكن غاستون لا يرغب في الألتزام لأن مهنة عسكرية تنتظره، تزوجت كارولين حينها من سياسي لكن الثورة الفرنسية انفجرت واضطرت كارولين إلى الفرار للهروب من المقصلة، من خلال الهروب تقابل غاستون مرة أخرى التي قررت مساعدتها.

## طاقم التمثيل
- مارتين كارول في دور كارولين دي بيفر
- جاك دكمين في دور غاستون دي سالانش
- ماري ديا في دور مدام دي كويني
- ريموند سوبلكس في دور السير بلهوم
- جاك كلانسي في دور جورج بيرتييه

## روابط خارجية
- عزيزتي كارولين  في قاعدة بيانات الأفلام على الإنترنت (بالإنجليزية)